# Cat and Fiddle Road
Die Cat and Fiddle Road ist eine Straßenverbindung von überregionaler und touristischer Bedeutung in England zwischen Buxton (Derbyshire) und Macclesfield (Cheshire). Sie ist nach dem Pub Cat and Fiddle Inn an ihrem Scheitelpunkt benannt und besteht aus Abschnitten der A Roads A537, A54 und A53. Die Straße ist berühmt für Aussichten auf das Ballungsgebiet von Greater Manchester, auf den Peak District National Park und die Cheshire Plain sowie für ihre vielen Kurven. Sie ist bei Motorradfahrern besonders beliebt und galt als die gefährlichste Straße im Vereinigten Königreich.

## Verlauf
Als Beginn der Strecke gilt die Einmündung der Straße A5004 (auch Long Hill Road genannt) auf die A53 in Buxton in der Nähe der Kirche St John Baptist, auf der Nordseite des Opernhauses. Sie folgt der A53 durch die westlichen Teile von Buxton bis zum Abzweig der A54 (Macclesfield Main Road) bei Ladmanlow. Letzterer folgend, steigt sie in mehreren scharfen Kurven durch das Heidemoor von Goyt’s Moss an, wo sie 1,7 Meilen (2,8 km) nach dem Abzweig von der A53 in die A537 übergeht und nahezu geradeaus zum Cat and Fiddle Inn weiterführt, wo sie auf einer Höhe von 1690 Fuß (520 m) ihren Scheitelpunkt erreicht. Von dort führt sie in einer Serie von scharfen und oft unübersichtlichen Kurven bergab nach Macclesfield, wo nach etwa 12 Meilen (19 km) in der Nähe des Bahnhofs die A523 einmündet.

## Verkehr
Die Cat and Fiddle Road ist eine von nur zwei Straßen, die Macclesfield mit östlich liegenden Orten verbinden, und weist daher sowohl Fern- als auch örtlichen Verkehr auf. Sie wird auch von schweren Lastkraftwagen befahren. Ferner vermittelt sie touristischen Verkehr in den Peak District National Park, der Radfahrer und Wanderer einschließt. Die Straße ist Teil der Dreiecksverbindung Cat and Fiddle – Long Hill (A5004) – Highwayman (B5470), die bei Motorradfahrern wegen ihrer häufigen und scharfen Kurven besonders beliebt ist. Wegen der vielfältigen Nutzung der Straße, Anzahl und Enge der Kurven und häufig vorkommendem streunendem Vieh ist besondere Vorsicht geboten, und winterliche Witterungsverhältnisse machen die Straße besonders gefährlich.

## Verkehrssicherheit
Wegen der vielen Unfälle mit Verletzten und Toten (44 schwere oder tödliche Unfälle allein von 2007 bis 2011) wurde die erlaubte Höchstgeschwindigkeit auf dem Abschnitt zwischen Macclesfield und dem Cat and Fiddle Inn von den landesweit üblichen 60 mph (97 km/h) auf 50 mph (80 km/h) herabgesetzt. Zivilstreifenwagen und -motorräder patrouillieren die Straße regelmäßig, und an den meisten Sommerwochenenden wird eine mobile Geschwindigkeitsüberwachung vorgenommen. Im Zusammenhang damit überwacht die Polizei den Verkehr auch aus der Luft.
Schon 2008 wurde die Straße als die gefährlichste im Vereinigten Königreich genannt. Die Route ohne getrennte Richtungsfahrbahnen wurde im EuroRAP-Bericht in die schwarze Kategorie, d. h. die mit dem höchsten Risiko, eingestuft. Trotz verschiedener Maßnahmen der Straßenbaubehörde wie den Bau motorradfreundlicher Leitplanken kommt es immer wieder zu schweren Unfällen, die vorwiegend dem Verhalten der Verkehrsteilnehmer, besonders der Motorradfahrer, zugeschrieben werden. Zieht man nämlich die Zahl der Unfälle unter Beteiligung von Motorrädern von der Gesamtzahl ab, erscheint die Straße als eine der sichersten im ganzen Land.
Nachdem schon 500000 GBP in Sicherheitsmaßnahmen wie die Senkung der zulässigen Höchstgeschwindigkeit, griffigerer Straßenbelag, Warnmarkierungen, Leitplanken und Beschilderung, Verbreiterung der Fahrbahn und mobile Geschwindigkeitsüberwachung investiert worden waren, kündigte Cheshire Council im Januar 2009 an, in einem gemeinsamen Projekt von Cheshire Safer Roads Partnership (dem auch Cheshire East Council angehört), Derby and Derbyshire Road Safety Partnership und dem Department for Transport weitere 1,2 Millionen Pfund für Geräte zur Überwachung der Durchschnittsgeschwindigkeit ausgeben zu wollen, die ab Februar 2010 entlang der A537 und der A54 installiert wurden. Anfängliche Probleme rührten daher, dass es einige Abkürzungen gibt, auf denen das normale Tempolimit von 60 mph (97 km/h) gilt und die sowohl die Gesamtstrecke als auch die Fahrzeit verkürzen.
Unter den 264 Verunglückten auf dieser Straße zwischen 2001 und 2011 waren etwa 70 % der Schwerverletzten oder Toten Motorradfahrer. Die hauptsächlichen Unfallursachen waren schlechte Fahrweise besonders in Kurven, überhöhte Geschwindigkeit und Fehleinschätzungen des Abstands oder der Geschwindigkeit anderer Fahrzeuge. Dem Manager von Cheshire Safer Roads Partnership, Lee Murphy, zufolge werden die meisten Unfälle nicht durch die Straßenverhältnisse, sondern durch das Verhalten der Fahrer verursacht, und die meisten Unfälle betreffen nur einzelne Fahrzeuge.
Auch 2010 war die Cat and Fiddle Road noch die gefährlichste Straße im Land, und während 2003 bis 2005 insgesamt noch 15 Unfalltote zu verzeichnen waren, stieg diese Zahl für die Zeit von 2006 bis 2008 auf 34 an. Nachdem aber weitere Sicherheitsmaßnahmen ergriffen wurden (insbesondere verbesserte Leitplanken, die Geschwindigkeitsbeschränkung und die Überwachung der Durchschnittsgeschwindigkeit), fiel 2015 die Route nicht mehr unter die zehn gefährlichsten Straßen im Vereinigten Königreich.